# Брокман, Евгений Юрьевич
Евге́ний Ю́рьевич (Ю́льевич) Бро́кман (12 декабря 1882, Москва — 19 июня 1931, Москва) — советский архитектор-конструктивист, участник Первой мировой войны. Жертва политических репрессий в СССР.

## Биография
Родился  в Москве. Отец — купец 2 гильдии. Образование среднее.
Участник Первой мировой войны, служил в 103-м пехотном Петрозаводском полку Русской императорской армии, воинское звание — прапорщик. В 1917 году работал на автоскладе в Бердичеве. В 1918 году служил в военизированных формированиях Украинской Народной Республики. С 1919 года — в Красной армии, служил в эвакуационном пункте санитарной части при штабе 12-й армии.
С 1922 года работал в Киевской строительной конторе Комитета государственных сооружений. В 1925—1930 годах — архитектор-проектировщик, руководитель планово-техноэкономического отдела Всероссийского фотокинематографического акционерного общества «Совкино» (с 1930 года — Государственного всесоюзного кинофотообъединения «Союзкино»).
Автор проекта реконструкции Городской усадьбы Кондиковых — Орловых — Г. М. Лианозова (Малый Гнездиковский переулок, дом 7), в которой с 1918 года размещался Кинофотоотдел Наркомпроса РСФСР. В 1925 году было принято решение о размещении в этом здании АО «Совкино» после его реконструкции и перестройки. Арестован 15 апреля 1926 года вместе с двумя другими членами строительной комиссии АО «Совкино» вследствие выявленных дефектов после завершения реконструкции здания. 3 июля 1926 года постановлением Коллегии ОГПУ освобождён под подписку о невыезде. Председатель АО «Совкино» К. М. Шведчиков при встрече с Ф. Э. Дзержинским в ВСНХ 8 июля 1926 года заявил о неправильности арестов в «Совкино». По требованию прокурора Верховного суда РСФСР дело строительной комиссии «Совкино» было передано в Московскую губернскую прокуратуру, которая вскоре его закрыла.
Совместно с В. И. Войновым спроектировал кинотеатр «Центральный» в Иванове, разработчик проекта кинотеатра в Люберцах. В 1920-х годах жил в Москве по адресу: Большая Ордынка, 14, кв. 14.
Главный архитектор проекта кинофабрики «Совкино» на Потылихе (в будущем — киностудии «Мосфильм»). Пресса активно освещала ход строительства, называя строящуюся кинофабрику «Советским Голливудом» или «Голливудом на Потылихе». Однако кинофабрику проектировали и построили «как студию немых фильмов, а в кино между тем пришёл звук»; павильоны студии были рассчитаны лишь на одновременную съёмку десяти немых фильмов, вследствие отсутствия должной звукоизоляции одновременная съёмка нескольких звуковых фильмов была невозможна. Просчёт проектировщиков был воспринят как акт преднамеренного вредительства.
Повторно арестован 19 ноября 1930 года по делу контрреволюционной вредительской группы в кинопромышленности. Приговорён 5 июня 1931 года Коллегией ОГПУ к ВМН. Расстрелян 19 июня 1931 года. Место захоронения — Ваганьковское кладбище в Москве.
Реабилитирован на основании Указа Президиума Верховного Совета СССР от 16 января 1989 года.
Распоряжением Правительства Москвы от 15 июля 2009 года Городская усадьба Кондаковых — Орловых — Г. М. Лианозова (Главный дом, Жилой флигель с хозяйственным корпусом, Ограда с воротами) принята под государственную охрану в качестве объекта культурного наследия регионального значения.

## Комментарии
1. ↑  В июле 1927 года Правление АО «Совкино» объявило конкурс на проект кинофабрики в Потылихе[20]. По конкурсу был получен 21 проект, 7 из них были премированы. Принят был проект, получивший 3-ю премию, составленный архитекторами Е. Ю. Брокманом и В. И. Войновым[21].